# 石井平雄
石井 平雄（いしい ひらお、1890年5月15日 - 没年不詳）は、日本の裁判官、弁護士。

## 経歴
白石儀七の四男として大阪府に生まれる。1909年福岡県立中学修猷館を経て、1917年東京帝国大学法科大学法律学科（独法）を卒業。1923年石井家の養子となる。
1917年司法官試補となり、大阪地方裁判所、和歌山地方裁判所、高知地方裁判所、再び大阪地方裁判所の判事を経て、大阪控訴院（現・大阪高等裁判所）判事に就任。その後、1934年12月大阪地方裁判所部長判事、再び大阪控訴院判事を経て、1940年12月京都地方裁判所部長判事となる。退官後に弁護士となった。